# Peyton Rous
Francis Peyton Rous, född 5 oktober 1879 i Baltimore, Maryland, USA, död 16 februari 1970 i New York, var en amerikansk virolog. År 1966 erhöll han tillsammans med Charles B. Huggins Nobelpriset i fysiologi eller medicin för att ha upptäckt att vissa virus kan orsaka cancer. Han tilldelades 1958 Albert Lasker Basic Medical Research Award.

## Biografi
Rous’s far dog tidigt och lämnade hans mor med tre små barn och bara knapphändiga medel för att försörja dem. Hon var ändå fast besluten att få bästa möjliga utbildning för sina barn och lyckades på ett eller annat sätt med detta.
Rous utbildades vid Johns Hopkins University, Baltimore och vid University of Michigan. Han började arbeta vid i Rockefeller Institute for Medical Research (nu Rockefeller University) i New York City 1909 och stannade där under hela sin karriär.

## Vetenskapligt arbete
Rous var involverad i upptäckten av virusens roll i överföringen av vissa typer av cancer. År 1911 gjorde han som patolog sin viktiga observation att en elakartad tumör (specifikt en sarkom) som växte på en tamkyckling kan överföras till en annan fågel helt enkelt genom att utsätta den friska fågeln för ett cellfritt filtrat. Detta fynd, att cancer kunde överföras av ett virus (nu känt som Rous sarkomvirus, ett retrovirus), misskrediterades då brett av de flesta experterna på området. Eftersom han var en relativ nykomling, tog det flera år innan någon ens försökte replikera hans förutseende resultat. Några inflytelserika forskare var dock tillräckligt imponerade för att nominera honom till Nobelkommittén redan 1926 (och under många påföljande år). Rous fick slutligen utmärkelsen 40 år senare vid 87 års ålder; Han är fortfarande den äldsta mottagaren av Nobelpriset i medicin eller fysiologi.
Förutom cancerforskning gjorde Rous undersökningar av lever- och gallblåsafysiologi, och han arbetade med utvecklingen av blodbevarande tekniker som gjorde de första blodbankerna möjliga.

## Utmärkelser och hedersbetygelser
Förutom Nobelpriset valdes Peyton Rous till utländsk medlem av Royal Society (ForMemRS) 1940, och han tilldelades Albert Lasker Award för grundläggande medicinsk forskning 1958 och National Medal of Science 1965.